# Aubach (Teichbach)
Der Aubach ist ein Bach in den Gemeinden Julbach und Ulrichsberg in Oberösterreich. Er ist ein Zufluss des Teichbachs.

## Geographie

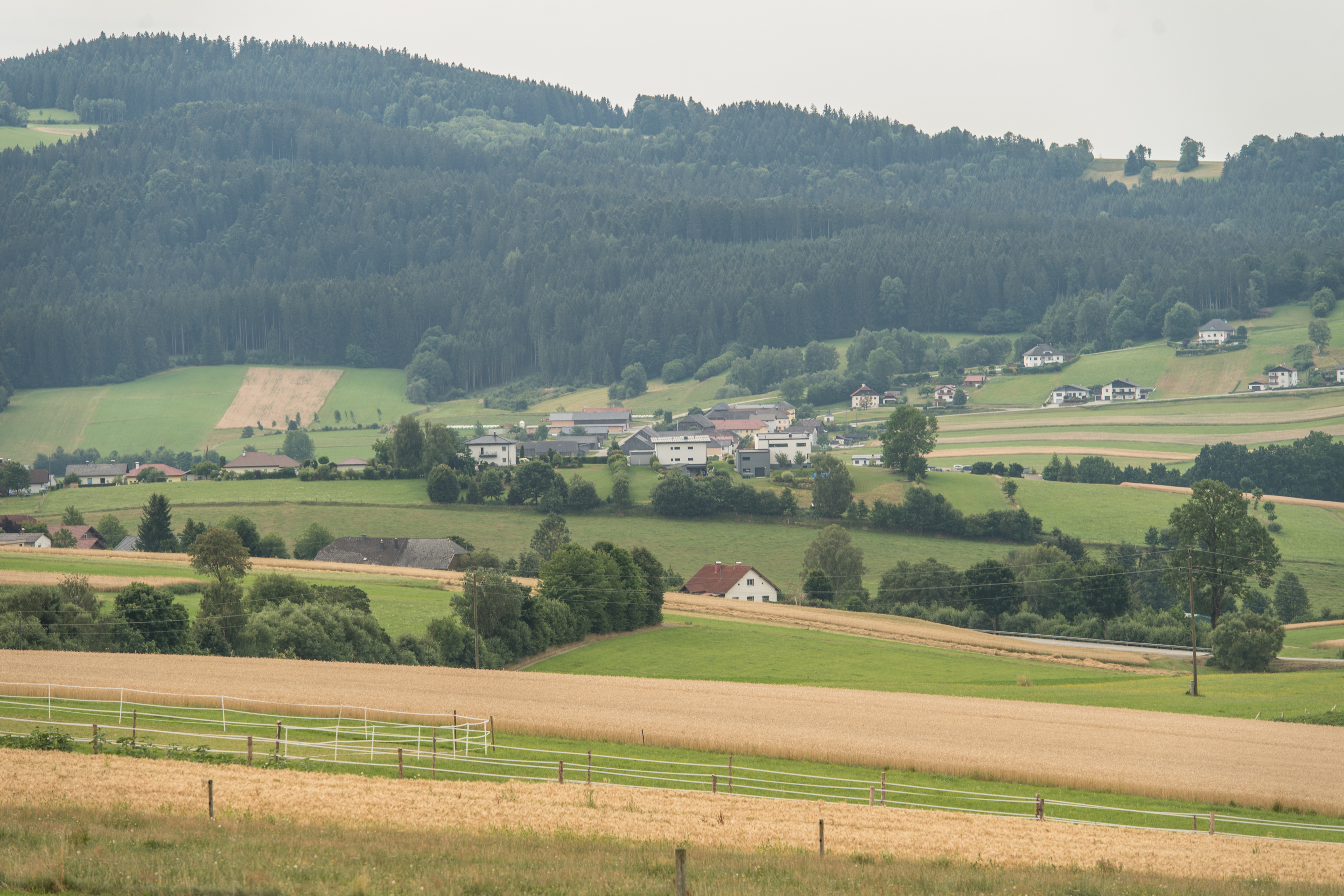
Verlauf des Aubachs neben dem Ort Stangl

Der Bach entspringt in der Gemeinde Julbach am Nordhang des Schläger Bergs auf einer Höhe von 717 m ü. A. Er weist eine Länge von 2,08 km auf. Er mündet in der Gemeinde Ulrichsberg auf einer Höhe von 573 m ü. A. linksseitig in den Teichbach. Sein Einzugsgebiet ist 1,64 km² groß.

## Umwelt
Der Bach ist Teil der 22.302 Hektar großen Important Bird Area Böhmerwald und Mühltal.